# Liste der Mitglieder des Landtages (Republik Baden) (5. Wahlperiode)
Diese Liste gibt einen Überblick über alle Mitglieder des Landtages der Republik Baden in der 5. Wahlperiode (6. März bis 14. Oktober 1933). Nach der Reichstagswahl vom 5. März 1933 wurde der neue Landtag aufgrund des Gleichschaltungsgesetzes analog dieses Wahlergebnisses neu gebildet. Die sechs der KPD anteilig zustehenden Mandate wurden auf Grund der Verordnung des Reichspräsidenten zum Schutz von Volk und Staat annulliert. Die acht Abgeordneten der SPD schieden am 23. Juni 1933 auf Grund des Verbots der SPD aus. Die bisherige DNVP nannte sich Deutschnationale Front und befand sich in Arbeitsgemeinschaft mit der NSDAP.

## A
- Josef Amann (SPD)

## B
- Eugen Baumgartner[1] (Zentrum)
- Otto Bender (NSDAP)
- Otto Blank (NSDAP)
- Wilhelm Bohnert (Zentrum)
- Kuno Brombacher (NSDAP)
- Ernst Brühler[1] (Deutschnationale Front)

## E
- Fritz Eiche (NSDAP)

## F
- Arnold Fehlmann (NSDAP)
- Hans Feit (NSDAP)
- Ernst Föhr[1] (Zentrum)

## G
- Wilhelm Otto Geiger (NSDAP)
- Franz Geiler (SPD)
- Karl Großhans (SPD)

## H
- Ernst Friedrich Hagin (NSDAP)
- Franz Xaver Heck (Zentrum)
- Hans Helwig (NSDAP)
- Fridolin Heurich (Zentrum)
- Anton Hilbert (Christlich-Nationale Bauern- und Landvolkpartei)

## K
- Vinzenz Keil (NSDAP)
- Friedhelm Kemper (NSDAP)
- Heinrich Koch (NSDAP)
- Walter Köhler (NSDAP)
- Herbert Kraft (NSDAP)
- August Kramer (NSDAP)
- Adolf Kühn (Zentrum)

## L
- Albert Lohmann (SPD)
- Karl Lucke (NSDAP)

## M
- Karl Maier (NSDAP)
- Wilhelm Freiherr Marschall von Bieberstein (NSDAP)
- Philipp Martzloff (SPD)
- Franz Merk (NSDAP)

## N
- August Neuburger (Zentrum)

## O
- Fritz Graf von Oberndorff (Zentrum)
- Gustav Robert Oexle (NSDAP)

## P
- Josef Panther (Zentrum)
- Karl Person[1] (Zentrum)

## R
- Theo Rehm[1] (NSDAP)
- Fritz Ripp (SPD)
- Hermann Röhn (NSDAP)
- Albert Roth (NSDAP)
- Reinhold Roth (NSDAP)
- Franz Rudolf[1] (Zentrum)

## S
- Georg Schalk[1] (Zentrum)
- Lambert Schill (Zentrum)
- Albert Schmidt (NSDAP)
- Otto Heinrich Schmidt (NSDAP)
- Paul Schmitthenner[1] (Deutschnationale Front)
- Adolf Schuppel (NSDAP)
- Anton Schwan (Zentrum)
- Josef Schweizer (Zentrum)
- Rudolf Seubert (Zentrum)
- Jakob Sommer (SPD)
- Eugen Speer (NSDAP)

## T
- Oskar Trinks (SPD)

## W
- Josef Wasmer (NSDAP)

## Z
- Konrad Zahn (NSDAP)

## Belege und Anmerkungen
1. 1 2 3 4 5 6 7 8  Dieser Mandatsträger ist in den amtlich veröffentlichten Abgeordnetenlisten als promovierter Akademiker ausgewiesen, d. h. dort üblicherweise mit einem vor dem Namen stehenden Doktor-Grad verzeichnet